# Cereopsius alboguttatus
Cereopsius alboguttatus es una especie de escarabajo longicornio del género Cereopsius,  subfamilia Lamiinae. Fue descrita científicamente por Waterhouse en 1878.
Se distribuye por la isla de Borneo. Mide 24-29 milímetros de longitud.